# I Спомагателен легион
I Спомагателен легион (Legio I Adiutrix; „помощник“; по-късно:Legio I Adjutrix Pia Fidelis Bis Constans) е сформиран през 68 г. от император Луций Ливий Оцела Сервий Сулпиций Галба по нареждане на Нерон от части на флота, базиран в Мизенум. Знакът му е еднорог, понякога се носи също и пегас.
Легионът е първо на страната на Галба, след това е в армията на Отон, където губи в битката при Бедриакум (близо до Кремона, Италия) против Вителий. Въпреки това от 70 г. е включен във въстанието на батавите. След това легионът е стациониран в Могонтиацум (Майнц), откъдето участва в походите против хатите.
След преместването му в провинция Панония и взема участие в походите против даките. Понеже легионът участва в осиновяването на Траян от Нерва, Траян му дава допълнтелното име pia fidelis. Легионът участва в завоюването на Дакия от Траян и след това се бие срещу партите.
По времето на Адриан легионът е преместен отново в Панония.
За последен път легионът е споменат през 444 г., когато е стациониран в Бригецио (днес Szöny до град Комаром в Унгария) на Дунав.
Имената Pia Fidelis Bis („дважди свещен и верен“) и Constans („Постоянен“) са известни от по-късни надписи, но не е известно по какви поводи са получени.